# Kronologija Domovinskog rata: lipanj 1990.

### 1. lipnja
- Na zajedničkoj sjednici starog i novog Izvršog vijeća Sabora Hrvatske obavljena primopredaja vlasti, čime je nova vlada s predsjednikom Stipom Mesićom preuzela svoje dužnosti.[1]

### 2. lipnja
- Savez socijalista Hrvatske - bivši SSRNH - postao na osnivačkom kongresu u Zagrebu Socijalistička stranka Hrvatske, a za predsjednika izabran Željko Mažar.[1]

### 5. lipnja
- Američki ambasador Warren Zimmermann posjetio predsjednika Izvršnog vijeća Hrvatske Stjepana Mesića, koji je tom prigodom izjavio da hrvatska Vlada podržava Markovićev privredni program, osim onih njegovih dijelova koji zadiru u politički ili ekonomski suverenitet Hrvatske.[1]
- Očekujemo da se do kraja ove godine obaviti višestranački parlamentarni izbori u svim republikama i na razini federacije, a ukidaju se pravne osnove za postojanje tzv. političkih zatvorenika, izjavio jugoslavenski ministar vanjskih poslova Budimir Lončar na Konferenciji KESS-a u Kopenhagenu.[1]

### 6. lipnja
- Primajući američkg ambasadora Warrena Zimmermanna u Banskim dvorima, predsjednik Predsjedništva SR Hrvatske dr. Franjo Tuđman istaknuo dalekosežno značenje demokratskih promjena u Hrvatskoj.[1]
- U saboru Hrvatske obavljena službena primopredaja - između starog i novog predsjedništva Sabora a novi predsjednik dr. Žarko Domljan zahvalio bivšem predsjedniku dr. Anđelku Runjiću, ističući da pri preuzimanju funkcija nije bilo nikakvih problema.[1]
- Nova višestranačka Skupština općine Knin iznijela je inicijativu za osnivanje nove regionalne zajednice na području općina Knin, Benkovac, Obrovac, Gračac, Donji Lapac i Titova Korenica.[1]
- Jugoslavenska samostalna demokratska stranka, prema priopćenju njenog glavnog odbora koje je potpisao Mile Dakić, podržala odluku Općinskog komiteta SKH Petrinja o istupanju iz SDP-a Hrvatske i formiranju saveza demokratske ljevice, javlja Tanjug.[1]

### 8. lipnja
- Predsjedništvo SR Hrvatske zaključilo da se oružje Teritorijalne obrane, nedavno preneseno u skladišta JNA, što hitnije vrati u odgovarajuće osigurane prostorije Teritorijalne obrane.[1]

### 10. lipnja
- Osnovan Odbor Srpske demokratske stranke u Vukovaru.[1]

### 12. lipnja
- Novi Predsjednik Predsjedništva SR Hrvatske dr. Franjo Tuđman prvi puta prisustvovao sjednici Predsjedništva SFRJ u Beogradu, gdje se raspravljalo o budućem uređenju Jugoslavije.[2]

### 13. lipnja
- Na posljednjoj sjednici Predsjedništva Saveza pisaca Jugoslavije u Beogradu okupili su se samo delegati Srbije i Crne Gore, pa je i formalno konstatirano da Savez više ne postoji.[2]

### 14. lipnja
- Predsjedništvo SR Hrvatske preimenovalo i preustrojilo miliciju u redarstvo, te zajamčilo slobodan i siguran povratak svim iseljenim osobama iz Hrvatske koji su dobile status političkog emigranta.[2]

### 17. lipnja
- Suverenitet Hrvatske je iznad svega, ali ćemo uvijek donositi samo politički promišljene i mudre odluke, izjavio dr. Franjo Tuđman na sjednici Izvršnog odbora HDZ-a u Zagrebu.[2]

### 18. lipnja
- Što druge republike misle o konfederaciji Jugoslavije potpuno je svejedno, dovoljna je odluka Hrvatskog Sabora, izjavio predsjednik Predsjedništva Hrvatske dr. Franjo Tuđman u intervjuu listu Der Spiegel.[2]

### 19. lipnja
- Više od 200 zaposlenih u stručnim službama Radne zajednice CK SKH-SDP upućeni na zagrebački SIZ za zapošljavanje.[2]

### 20. lipnja
- Novo službeno ime Hrvatske je Republika Hrvatska, povijesni hrvatski grb postaje sastavni dio hrvatske trobojnice, a Izvršno vijeće Sabora zvat će se vlada, objavljeno u Priopćenju Predsjedništva SR Hrvatske.[2]

### 21. lipnja
- Grupa od 37 radnika TV Zagreb potpisala je predstavku Predsjedništvu i Saboru Hrvatske te Republičkom komitetu za informiranje, tražeći izmjenu svih rukovodilaca TV Zagreb, postavljenih dekretom ili nametnutih od bivših tijela upravljanja.[3]

### 24. lipnja
- Predsjedništvo Slovenije iznijelo Prijedlog novog Ustava koji bi bio korak prema konfederaciji Jugoslavije.[3]
- Jugoslavija ne može postojati kao demokratska država i što se prije raziđemo, to bolje i za Hrvate i za Slovence i Srbe, izjavio u intervjuu za Večernji list četnički vojvoda Vojislav Šešelj.[3]

### 28. lipnja
- Bitne značajke predloženih ustavnih amandmana jesu da se u svemu slijede uzori zapadnoeuropskih i sjevernoameričkih ustavnih tradicija, rekao dr. Franjo Tuđman u obrazloženju Prijedloga za promjenu Ustava Hrvatske u Saboru.[3]

### 29. lipnja
- Kod žumberačkog sela Sošice otkrivena jama Jazovka, u kojoj se nalaze tijela tisuća hrvatskih vojnika i civila pobijenih neposredno nakon rata.[3]